# Langur de Siam
El langur de Siam (Presbytis siamensis) és una espècie de primat de la família dels cercopitècids. És endèmic de la península de Malaca, l'arxipèlag de Riau i Sumatra. Se'n reconeixen quatre subespècies: siamensis (subespècie nominotípica), cana, paenulata i rhionis. Tanmateix, la taxonomia d'aquest gènere és controvertida i ha de ser revisada. Anteriorment s'hi ha classificat P. natunae com a subespècie, mentre que altres autors han classificat les dues espècies com a subespècies de P. femoralis.